# Виличні дуги
Ви́личні дуги (лат. arcus zygomatici) — кісткові містки в заочній ділянці черепа у наземних хребетних. Перший час після виходу на сушу хребетних їх череп був закритий суцільним дахом з покривних кісток з отворами лише для очей і ніздрів (земноводні — стегоцефали і примітивні плазуни — котилозаври). Такий череп отримав назву закритого (стегального), або бездужного (анапсидного).
Подальша еволюція хребетних супроводжувалася полегшенням черепа: незалежно у різних груп тварин в його даху з'явилися вікна — скроневі отвори, розділені виличними дугами, що, не зменшуючи міцності черепа, сприяло розвитку щелепної мускулатури в просторі між мозковою коробкою і склепінням (зигальний череп). У крокодилів, динозаврів, літаючих ящірів, і дзьобоголових плазунів (гатерія) череп діапсидного типу; він має два скроневі отвори, розділені верхньою виличною дугою, що складається із заочної і лускатої кісток. Нижня вилична дуга утворена виличною та квадратновиличною кістками. Вона обмежує нижній скроневий отвір знизу. Вертикальний кістковий місток, що відокремлює скроневі отвори від очної ямки, називають іноді заочною дугою, а той, що облямовує отвори ззаду, — задньою виличною дугою. У ряду плазунів, предки яких мали діапсидний череп, зникла нижня (ящірки) або верхня (птахи) виличні дуги. У змій редукувалися обидві дуги. Це пов'язано з розвитком рухливості квадратної кістки (стрептостилія) та збільшенням рухомості окремих частин черепа відносно один одного (кінетизм черепа). У парапсидному черепі морських плазунів плезіозаврів були також лише один верхній скроневий отвір і лише одна вилична дуга, утворена заочною та лускатою кістками. Один отвір був також у синапсидному черепі звіроподібних плазунів, але він був розташований нижче. Єдина вилична дуга у них складалася з елементів, які в діапсидному черепі входили до складу різних дуг (вилична та луската, рідше квадратновилична, кістки).
Описаними варіантами не вичерпується вся різноманітність будови скроневої області черепа плазунів. Тому учені відмовилися від абсолютизації цих типів і розділення плазунів на 4 групи: Anapsida, Diapsida, Parapsida та Synapsida, тим паче, що тварини з одним типом черепа можуть мати різне походження.
У ссавців, нащадків звіроподібних плазунів, також збереглася лише одна вилична дуга, звана зазвичай скроневою. Вона утворена скроневою кісткою і особливим скроневим відростком лускатої кістки, яка у людини входить до складу комплексної скроневої кістки як її «луска».

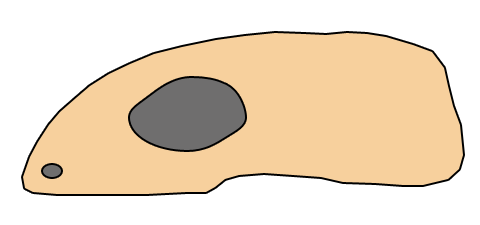
Анапсидний череп
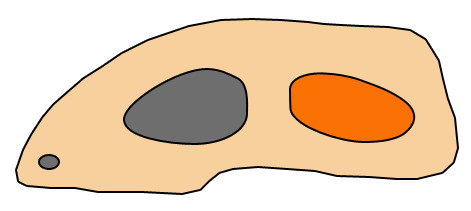
Синапсидний череп
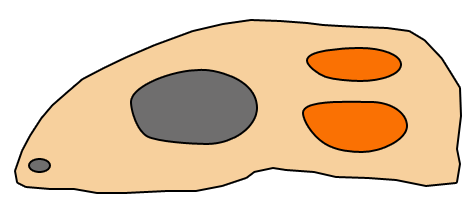
Діапсидний череп
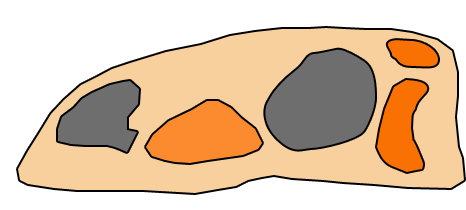
Тріапсидний череп